# (100119) 1993 OB
(100119) 1993 OB es un asteroide perteneciente al cinturón de asteroides, descubierto el 16 de julio de 1993 por Eleanor F. Helin desde el Observatorio del Monte Palomar, Estados Unidos.